# 9683 Rambaldo
9683 Rambaldo eller 4099 P-L är en asteroid i huvudbältet som upptäcktes den 24 september 1960 av den nederländsk-amerikanske astronomen Tom Gehrels och det nederländska astronomparet Ingrid van Houten-Groeneveld och Cornelis Johannes van Houten vid Palomarobservatoriet. Den är uppkallad efter Alfred Emile Rambaldo.
Asteroiden har en diameter på ungefär 3 kilometer.